# Ceratogaulus
 Ceratogaulus  ist eine ausgestorbene Gattung der Säugetiere aus dem Miozän von Nordamerika. Vier Arten dieser Hörnchenverwandten (Sciuromorpha) sind wissenschaftlich beschrieben, die Typusart ist C. rhinocerus.

## Aussehen und Lebensweise
Ceratogaulus ähnelte im generellen Körperbau dem heutigen Murmeltier, was auf eine ähnliche Lebensweise (Konvergenz) schließen lässt. Das Tier trug ein Paar stumpfer Hörner auf dem Schädel und an den Hinter- und Vorderfüßen hatte es lange, seitlich abgeflachte Krallen. Die Funktion der Hörner ist ungeklärt, wobei Vermutungen geäußert wurden, dass sie eine Rolle bei der Partnerwerbung, der Verteidigung oder als weiteres Grabwerkzeug gespielt haben könnten.
Gegen eine Rolle bei der Partnerwahl spricht, dass die Hörner bei beiden Geschlechtern vorkamen.
Ceratogaulus starb wie seine nächsten Verwandten im späten Miozän vor etwa fünf Millionen Jahren aus, als die ausgedehnten Wälder offenen Graslandschaften wichen.

## Weblinks

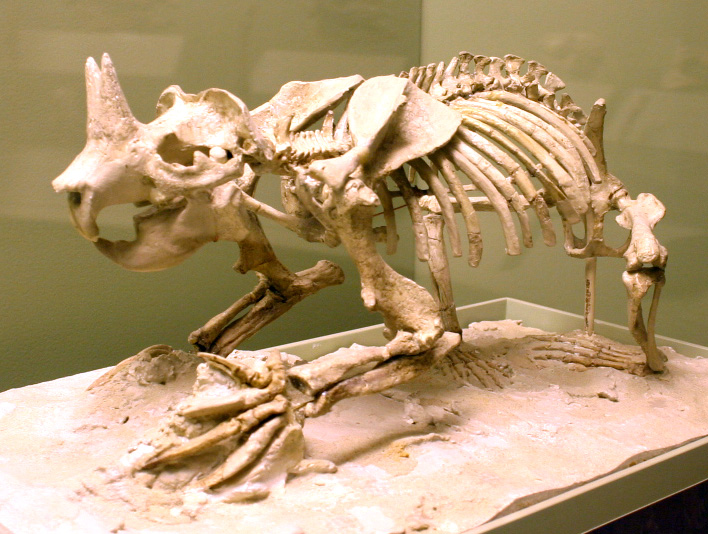
Skelett von C. hatcheri, National Museum of Natural History, Washington